# Subotičko-horgoška pješčara
Subotičko-horgoška pješčara je pješčara u autonomnoj pokrajini Vojvodini.

## Ime
Ime je dobila po Subotici i Horgošu.

## Zemljopis
Nalazi se na sjevernom dijelu vojvođanskog dijela Bačke. Predstavlja najjužniji dio velike pješčane površine koja se prostire između rijeka Dunava na zapadu i Tise na istoku te Budimpešte na sjeveru i sjevernog dijela vojvođanskog dijela Bačke.
Valovite je površine, a prosječne je visine od 117-134 m nadmorske visine. Površine je 25.000 ha. Bogata je površinskim i podzemnim vodama.
Ova pješčara se dijeli na dva dijela: Subotičku šumu i Selevenjske pustare.

## Upravna organizacija
Nalazi se na sjeveru autonomne pokrajine Vojvodine, uz državnu granicu s Mađarskom. Prostire se na području grada Subotice te naselja Kraljev Brig, Hajdukova, Horgoša, Male Pijace, Kanjiže, Kelebije, Palića i Tavankuta.

## Povijest
Svojevremeno su Subotičko-horgoška pješčara i Deliblatska pješčara bile dvije najveće pješčane pustinje u Europi, no to se izmijenilo nakon što ih se 1800-ih počelo pošumljavati bagremom. 
Subotičko-horgošku pješčaru se počelo sustavno pošumljavati 3. travnja 1768. da bi se spriječilo štetno djelovanje eolske erozije (t.zv. pijeska vijavca) na Suboticu i Subotičane.
Uspjeh pošumljenosti Subotičko-horgoška pješčara može zahvaliti i velikom bogatstvu površinskih i podzemnih voda, koje su pridonijele velikoj razlici u biljnom i životinjskom svijetu i prije svega razvijenosti biljnog pokrova.

## Flora
Na pješčari raste 515 vrsta vaskularnih biljaka. Endemične su Bulbocodium versicolor, kserotermni relikt, Diantus serotinus, panonski endem, a nedavno nađena Iris arenaria i Epipactis atrorubens subsp. borbasii jedino rastu u Vojvodini. Od biljaka na Crvenoj knjizi flore Srbije su Alkana tinctoria, Colchicum arenarium, Vinca herbacea i neke orhideje prisutne ovdje. Močvarne vrste kao Iris sibirica, I. spuria, Dactylorrhiza incarnata, Dianthus superbus, Veratrum album subsp. album f. semilobelianum spadaju u istu kategoriju i Vojvodina im je jedino stanište. 20 je skupina biljaka u Subotičko-horgoškoj pješčari. Fragmenti Quercetum roboris  samo su ostatci bivših hrastovih šuma.

## Gospodarstvo
Danas područje Subotičko-horgoške pješčare najvećim dijelom nije predjel slobodnog rasta divljeg raslinja, nego je većina biljnog svijeta posljedica ljudskog utjecaja odnosno planskog sađenja. Tako su na tom prostoru glavne grane voćarstvo i vinogradarstvo. Posađene su i šume, a postoje i rekreativne zone. Ipak, u zaštićenijem području ne smiju niti posjetitelji dolaziti osim ako ne ispune posebne uvjete. Od vinove loze uzgajane u vinogradima po Subotičkoj pješčari se prave vina rajnski i talijanski rizling, pinot gris, sauvignon blanc, pinot blanc i chardonnay.
Krajem 1960-ih je Subotičko-horgoška pješčara bila prva u SFRJ po broju proizvodnih stabala marelice, a uzgajaju se i jabuke, kruške, breskve, višnje, a raste i uzgajanje šljiva. Prostor se koristi i za lovstvo, a dopušteno je loviti srneću divljač, zečeve te fazanke (fazane, prepelice i grlice).
Kopani bunari duboki su od 8 do 60 metara. U depresijama podzemne vode gotovo izbivaju na površinu. Potok Kereš je jedina površina voda tekućica. Donedavno davao je dovoljno vode da su mogli raditi mlinovi.

## Zaštita
Od 1982. je pod zaštitom države kao regionalni park. Prvotno je zaštićeno 4430,65 ha šumskih ekosustava i međuzona od 4928 ha, u koju je ušao potok Kereš s tresetištima. Subotičko-horgoška pješčara dvije su cjeline, Subotička šuma i Selevenjske pustare. U velikim depresijama nalaze se Kelebijsko jezero i jezero Bukvaš koje rastućom stopom gube vodu.
Zaštićeno područje danas zauzima površinu od 6637,35 ha, a u statusu je predjela izuzetnih odlika.
Područje pješčare nije istog stupnja zaštićenosti, nego je podijeljeno na dva predjela koja uživaju različitu zaštitu.
Spada u II. zonu zaštićenog privrednog dobra (područje s režimom zaštite 2. stupnja) te na tom području nije dopuštena sječa šuma posebice autohtonog hrasta lužnjaka i inih autohtonih vrsta. Nadalje nije dopušteno dirati rijetke biljke i životinje, pošumljavati travnate površine, graditi ribnjake, loviti ribu u gospodarske svrhe, rabiti mineralna gnjojiva i ina kemijska sredstva, ne dopušta se košenje trave mehanizacijom niti napasati stoku.  Na pješčare se ne smije ništa graditi ako bi narušilo geomorfološke odlike područja, ne smiju zadirati u tok vodotoka Kireš niti da na bilo koji način pokušaju prenamijeniti zemljište.
Ovo područje karaktera šumo-stepe je od 2003. zaštićeno kao predio izuzetnih odlika i svrstano u II. kategoriju zaštite, kao zaštićeno dobro od nacionalnog značaja. Zaštitom je obuhvaćena površina od 5370 hektara + 2773 hektara zaštitne zone.

## Vanjske poveznice
- (njem.), (engl.) Umweltbundsamt Naturschutz in pannonischen Raum - Sanddünen als Lebensraum: Specifis of floristic and vegetational diversity of the sandy habitats in Vojvodina (PDF)
- (srp.) Zaštićena prirodna dobra  Arhivirana inačica izvorne stranice od 29. prosinca 2008. (Wayback Machine) Peščarska staništa
- (srp.) Članci iz novina o općini Kanjiža  Arhivirana inačica izvorne stranice od 14. ožujka 2008. (Wayback Machine) Voćari Subotičko-horgoške peščare spravljaju ljutu rakiju, 12. lipnja 2003.